# Alfons Molitor
Alfons Molitor (* 24. Oktober 1940 in Bingen am Rhein; † 12. Mai 2011 in Gau-Algesheim) war ein deutscher Literat, der seine Fähigkeiten der Dialektdichtung, der journalistischen Berichterstattung und der rheinhessischen Fassenacht zur Verfügung stellte.

## Leben und Wirken

### Ausbildung und Beruf
Aufgewachsen in Ockenheim und Gau-Algesheim besuchte Alfons Molitor nach acht Jahren Volksschulen die Handelsschule in Mainz und legte im Frühjahr 1960 die Kaufmannsgehilfenprüfung bei der IHK Bingen ab.
Verschiedene berufliche Stationen führten ihn schließlich zum Landkreis Mainz-Bingen, wo er als Verwaltungsangestellter in der Öffentlichkeitsarbeit und bis zum Eintritt in den Ruhestand 2004 als Kulturbeauftragter tätig war.

### Literarische Tätigkeiten
Alfons Molitor übte früh seine literarischen und publizistischen Talente in der heimischen Fassenacht und entwickelt dies als freier Mitarbeiter von berufsständischen Zeitschriften wie dem Landboten oder Der Deutsche Weinbau, regionalen Radiosendern und der Allgemeinen Zeitung. 
Dabei galt sein Interesse vor allem dem Erhalt und der Pflege des heimatlichen Brauchtums, der literarisch geprägten Fassenacht und der Vielfalt des Vereinslebens, das seine Traditionen in neuen Formen zu übersetzen sucht.

## Werke
- Ebbes vum Alfons. Mundartliches, Stickelcher un Lideradur 1. Carl-Brilmayer-Gesellschaft, Gau-Algesheim 2000.
- Noch ebbes vum Alfons. Mundartliches, Stickelcher un Lideradur 2. Carl-Brilmayer-Gesellschaft, Gau-Algesheim 2004.